# Самоводска чаршия
Самоводска чаршия е днес архитектурно-етнографски комплекс във Велико Търново с възрожденска архитектура. Намира се по протежение на улиците „Георги Раковски“ и „Капитан Георги Мамарчев“ и около площад „Георги Кирков“.

## История
Създава се в средата на XIX век. На новата улица земеделски производители продават своята продукция. Това са най-често земеделци от околните села – Самоводене, Дичин и други. Появяват се занятчийски дюкяни, работилници и ханове през годините.
На улицата и днес се извисява ханът на Хаджи Николи. На тази улица е имало и други ханове – Дряновски, Хаджи-Давидов, Хаджи-Великов, на Атанас Йоноолу.
Ежегодно на 22-24 септември се провежда Нощ на Самоводската чаршия.